# Charles-Emmanuel de Savoie-Nemours
Pour les articles homonymes, voir Charles-Emmanuel.
Charles-Emmanuel de Savoie-Nemours, né au château de Nanteuil le 12 février 1567, mort le 13 août 1595 à Annecy, est duc de Genève et de Nemours à la fin du XVIe siècle.

## Biographie
Charles-Emmanuel naît le 12 février 1567, au château de Nanteuil, en Picardie. Il est le fils aîné de Jacques, duc de Genève et de Nemours, et d'Anne d'Este.
Il est duc durant les guerres de religion, et est de ce fait impliqué dans plusieurs intrigues, le plus souvent avec la maison de Guise, car le duc Henri Ier le Balafré est son frère utérin, et le chef de la Sainte Ligue. Charles-Emmanuel est nommé 13e gouverneur du Lyonnais le 24 novembre 1588. Après l’assassinat du duc de Guise et de son frère Louis II de Guise en décembre 1588 par les hommes du roi Henri III, Charles-Emmanuel est emprisonné mais réussit à s'échapper.
Il prend part à la bataille d'Arques en 1589. En mars 1590 il est gouverneur de Paris pour la Ligue, alors que l'armée royale, conduite par Henri IV, assiége la ville. Le roi lève le siège, et Charles-Emmanuel combat contre lui à la bataille d'Ivry, mais est défait.
Après la bataille, il se brouille avec Mayenne, son demi-frère et allié de longue date. Il se retire dans son gouvernement du Lyonnais, qu'il tente de rendre indépendant de la Couronne. En août 1593 il pille et saccage Saint-Paulien, puis est fait prisonnier dans le château de Pierre Scize par l’archevêque de Lyon Pierre de Saint-Priest d'Épinac. Il réussit encore une fois à s'échapper et tente de prendre Paris, mais l'intervention du connétable de Montmorency contrecarre ses projets.
Ne s'étant pas marié, il meurt sans enfants. Son frère, Henri, lui succède.